# Bort-l'Étang
Bort-l'Étang is een gemeente in het Franse departement Puy-de-Dôme (regio Auvergne-Rhône-Alpes) en telt 513 inwoners (2005). De plaats maakt deel uit van het arrondissement Clermont-Ferrand.

## Geografie
De oppervlakte van Bort-l'Étang bedraagt 15,1 km², de bevolkingsdichtheid is 34,0 inwoners per km².
De onderstaande kaart toont de ligging van Bort-l'Étang met de belangrijkste infrastructuur en aangrenzende gemeenten.

## Demografie
Onderstaande figuur toont het verloop van het inwonertal (bron: INSEE-tellingen).